# Antidesmateae
Antidesmateae, tribus filantusovki, dio potporodice Antidesmatoideae. Sastoji se od pet podtribusa sa osam rodova ; tipični je Antidesma sa 102 vrste iz Azije, Afrike i Australije.
Tribus je opisan 1873.

## Podjela
- podtribus Antidesmatinae Müll.Arg.
  - Antidesma L.
  - Thecacoris A.Juss.
- podtribus Hieronyminae Müll.Arg.
  - Hieronyma Allemão
- podtribus Hymenocardiinae Petra Hoffm.
  - Didymocistus Kuhlm.
  - Hymenocardia Wall. ex Lindl.
- podtribus Leptonematinae Müll.Arg.
  - Leptonema A.Juss.
- podtribus Martretiinae Petra Hoffm.
  - Apodiscus Hutch.
  - Martretia Beille